# Gisselgård
Gisselgård är en by och ett bostadsområde öster om Hammarstrand i Ragunda distrikt (Ragunda socken) i Ragunda kommun. 
SCB har avgränsat en småort för bebyggelsen här och bostadsområdet söder därom Torsgård  och namnsatt småorten till Ragunda och Gisslegård trots att bebyggelsen kring Ragunda kyrka inte omfattas. Orten har heller inget att göra med stationssamhället Ragunda längre söderut på andra sidan Indalsälven.